# Цедра

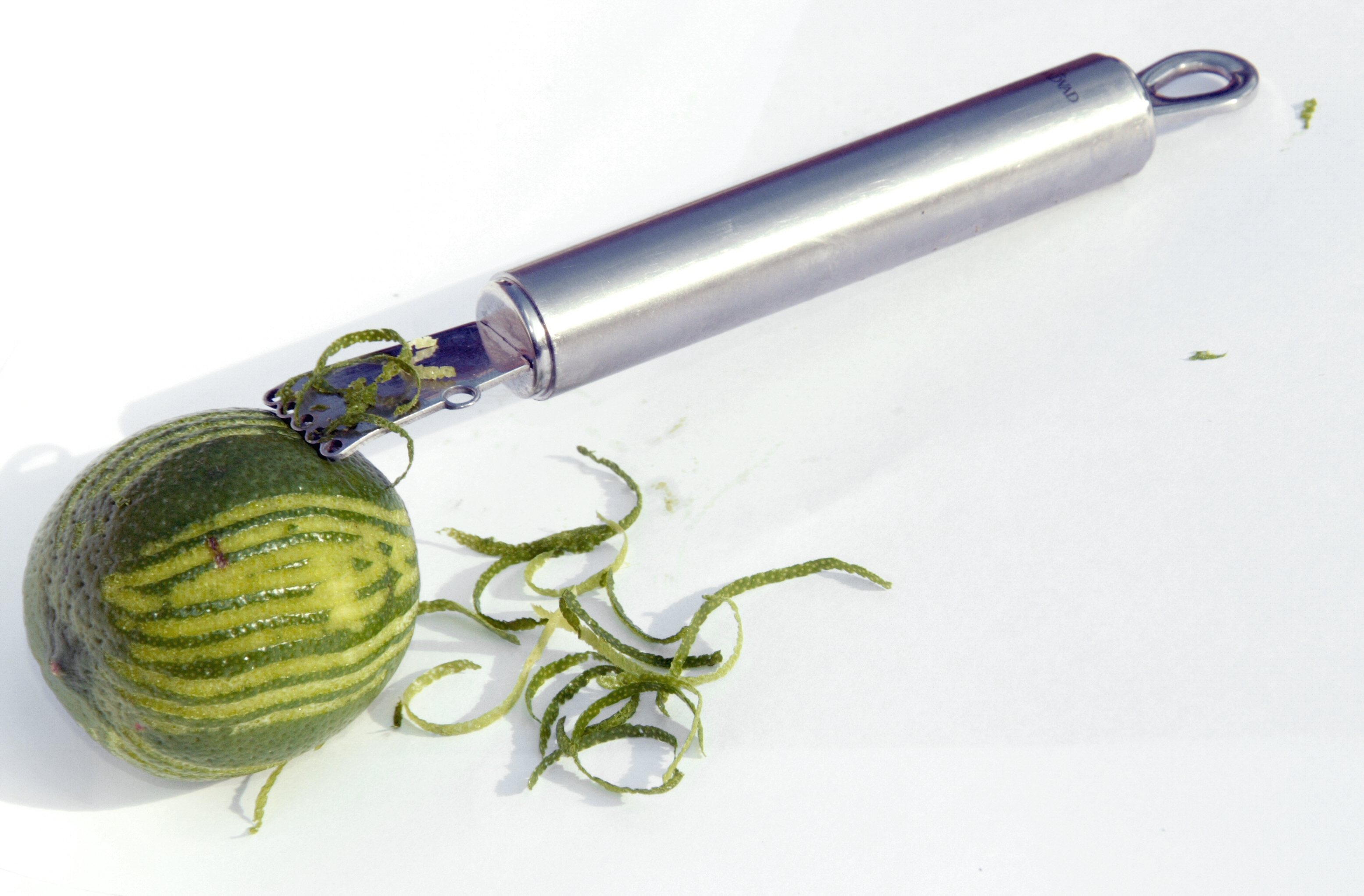
Снятие цедры с лайма специальным ножом

Це́дра (от итал. cedro — цитрон) — кожура, наружный окрашенный слой (флаведо) околоплодника плодов различных цитрусовых — померанца (Citrus aurantium), лимона (Citrus limonum), апельсина (Citrus sinensis), мандарина (Citrus nobilis) и грейпфрута (Citrus paradisi).
В нём расположены железистые вместилища, содержащие эфирные масла, которые обуславливают аромат плодов. Цедру используют в кондитерском и ликёро-водочном производствах. Цедра имеет горьковато-сладкий фруктовый аромат, чуть приторный вкус.
Для использования в кулинарных целях цедру отделяют от подстилающего её белого рыхлого слоя, после чего сушат и смалывают (или толкут) в порошок. Цедра считается готовой, когда становится хрупкой.
Сушить все виды цедры следует, разложив тонким слоем на плоской тарелке, в течение двух — трёх дней при комнатной температуре, ежедневно переворачивая.
В зависимости от плодов, с которых она снимается, различают лимонную, апельсиновую, померанцевую, грейпфрутовую и другие виды цедры. Все разновидности принадлежат к слабым, мягким пряностям, поэтому могут употребляться в более значительных (по сравнению с другими пряностями) дозах, то есть не долями грамма, а граммами.
Мерилом нормы при этом должен быть вкус — появление горьковатого привкуса при переходе границы допустимого.
В кулинарии чаще остальных используется лимонная цедра. Её добавляют в блюда из мяса, рыбы, птицы, фруктов, овощей. Входит она и в состав супов — как холодных (окрошки, свекольника), так и классических (борщ, щи, уха, солянка). Невозможно представить без цедры и различные десерты и выпечку: булочки, бисквиты, кексы, шарлотки, манники, сладкие пудинги, мороженое.
Апельсиновая и мандариновая цедра применяется для придания аромата десертам, сладким соусам и кондитерским изделиям. Грейпфрутовая цедра используется гурманами в тех же блюдах, что и лимонная, но придает блюдам более сильный, тонкий аромат.
Померанцевую цедру, помимо сладкой выпечки, добавляют в блюда из творога и риса, к мясному фаршу. Также все виды цедры используются для приготовления алкогольных и безалкогольных напитков, варенья, компотов, киселей, желе.
Все чаще цедра используется в быту: для избавления от запаха в микроволновой печи, очистки и придания блеска металлическим поверхностям, стеклам, разделочным доскам. Известно также, что запах лимонной цедры отпугивает насекомых.
В косметических целях цедру применяют для смягчения кожи на ногах, в качестве скраба, как средство для борьбы с ломкостью ногтей и кровоточивостью десен.